# Ernst Heinrich Karlen
Ernst Heinrich Karlen CMM (* 1. Februar 1922 in Törbel, Kanton Wallis, Schweiz; † 28. Oktober 2012 in Bulawayo, Simbabwe) war Erzbischof von Bulawayo.

## Leben
Ernst Heinrich Karlen trat nach seiner Matura 1942 der Ordensgemeinschaft der Mariannhiller Missionare in Brig bei, legte am 8. September 1943 seine erste Profess ab und studierte Philosophie und Theologie bei den Jesuiten in Sitten sowie an der Universität Innsbruck. Am 22. Juni 1947 empfing er die Priesterweihe. Nach einem Studium an einem österreichischen Jesuitenkolleg absolvierte er von 1948 bis 1950 ein Promotionsstudium der Theologie an der Päpstlichen Universität Gregoriana in Rom. Ab 1951 lehrte er Moraltheologie und Kanonisches Recht am Priesterseminar St. Peter in KwaZulu-Natal und von 1952 bis 1957 am nationalen Seminar bei Durban. Von 1958 bis 1963 war er als Missionar in der Transkei und wurde 1959 Pfarrer in Qhumbu. Von 1963 bis 1968 war er Generalvikar und Administrator der Kathedrale von Umtata.
Papst Paul VI. ernannte ihn am 26. September 1968 zum Bischof von Umtata. Der Apostolische Delegat in Südafrika und Apostolische Pro-Nuntius in Lesotho John Gordon spendete ihm am 3. Dezember 1968 die Bischofsweihe; Mitkonsekratoren waren Joseph Grueter CMM, Altbischof von Umtata, und Alfonso Liguori Morapeli OMI, Erzbischof von Maseru und Apostolischer Administrator von Leribe.
Am 9. Mai 1974 wurde er von Papst Paul VI. zum Bischof von Bulawayo im damaligen Rhodesien ernannt. Karlen war langjähriger Vorsitzender der liturgischen Kommission der Bischofskonferenz, die die Liturgie in die Sprache der Xhosa sowie isiNdebele übersetzte. Von 1975 bis 1977 war er Präsident der Bischofskonferenz von Simbabwe (Zimbabwe Catholic Bishops’ Conference ZCBC). Karlen vermittelte immer wieder bei den ethnischen Konflikten der einheimischen Bevölkerung und den Siedlern. 1983 hatte er ein fünfstündiges Treffen mit Präsident Robert Mugabe und rief ihn zu einem Friedensprozess mit seinem Gegner Joshua Nkomo auf. Mit Erhebung der Diözese Bulawayo zum Erzbistum wurde er am 10. Juni 1994 zum Erzbischof ernannt. Am 24. Oktober 1997 nahm Papst Johannes Paul II. seinen altersbedingten Rücktritt an.
Karlen starb am 28. Oktober 2012 an den Folgen einer Operation im Krankenhaus Mater Dei in Bulawayo.